# Kunstschmiede Berlin
Die Kunstschmiede Berlin (auch Kunstschmiede Weißensee) war eine Metallhandwerks-Firma, die 1925 gegründet wurde und zwischen 1972 und 1991 diesen Namen trug. Zwischen 1925 und 1949 war sie eine Offene Handelsgesellschaft, von 1949 bis 1972 eine Privatfirma, bis zum Ende der DDR ein Volkseigener Betrieb (VEB), danach zunächst eine GmbH und ist schließlich wieder ein privater mittelständischer Betrieb. Soweit bekannt und von öffentlichem Interesse, sind die in den verschiedenen Besitzzeiten entstandenen Werke angegeben.

## Von der Gründung 1925 bis 1945
Der Schlosser Artur Kühn (1883–1944) gründete zum 1. Juli 1925 zusammen mit seiner Schwägerin Fanny Kühn, geb. Bernhardt, die Firma A. Kühn & Co, Bauschlosserei und Erzeugnisse der Eisenindustrie. Im Berliner Adressbuch erschien die neue Firma erst 1927 mit der Eintragung A. Kühn &. Co, Schlosserei in der Heinersdorfer Straße 9 im damaligen Verwaltungsbezirk Weißensee (seit 2001 Ortsteil Berlin-Weißensee).

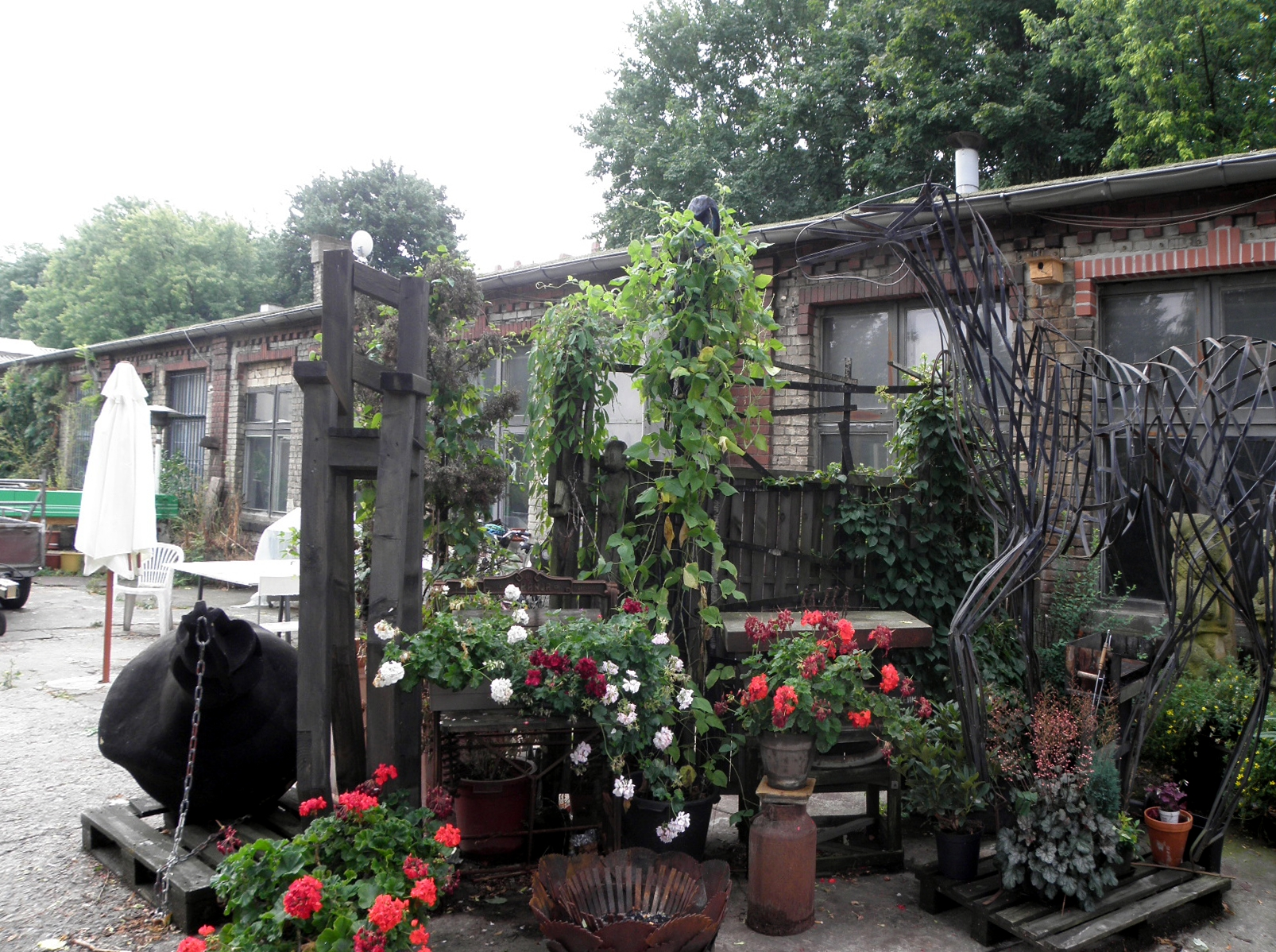
Gewerbehof Lehderstraße 74–79 im August 2013.
Die Werkstatt ist nunmehr Bestandteil des Steimetzhofs.

Die Geschäfte gingen gut, so dass bald eine Vergrößerung unerlässlich war und so pachtete der Schlosser im Jahr 1930 Produktions- und Büroräume auf den Ruthenbergschen Gewerbehöfen in der Lehderstraße 74–79, wiederum in Weißensee. Die personelle Erweiterung des Unternehmens ging damit einher.
Im Jahr 1935 machte Artur Kühn die Meisterprüfung und wohnte mit seiner Familie in der Talstraße 17 in Berlin-Pankow. Im Zusammenhang mit dem Baugeschehen in der rasant wachsenden deutschen Hauptstadt erhielt die Schlosserei, die sich inzwischen auf Kunstschmiedearbeiten spezialisiert hatte und häufig mit Architekten und Künstlern zusammen arbeitete, viele Aufträge wie Schmuckgeländer aller Art, Treppen, Balkon-, Zier- und Fenstergitter, Türklinken, Wasserhähne, Firmenschilder und Zunftzeichen, Straßenschilder, Gartenzäune und auch Kunsthandwerkliches. So wuchs die Firma allmählich zu einem prosperierenden Unternehmen, das größere Ausstattungsarbeiten in Berlin ausführen konnte. Darunter befanden sich das Warenhaus von Karstadt am Hermannplatz, das KaDeWe in Charlottenburg oder die Berliner Müllabfuhr-Aktiengesellschaft (BEMAG) (seit 1951 Berliner Stadtreinigungsbetriebe). Zur Durchführung aller Schlosser- und Schmiedearbeiten in Gebäuden hatte sich das Unternehmen gesondert bei der Bewag und der Gasag registrieren lassen.
Anlässlich der in Berlin 1936 stattfindenden Olympischen Spiele fertigte Artur Kühn beispielsweise metallene Kassenhäuschen für den Eingangsbereich des Olympiastadions.
Der Sohn des Firmengründers, Fritz Kühn, hatte eine Ausbildung zum Schmied absolviert. Er trat aber nicht in die Kunstschmiede des Vaters ein, sondern gründete 1937 ein eigenes Atelier in Berlin-Bohnsdorf (seinerzeit zu Berlin-Altglienicke gehörend).

## Nach dem Zweiten Weltkrieg bis 1971
Im Mai 1945, nach dem Ende des Zweiten Weltkriegs beschlagnahmte die sowjetische Besatzungsmacht die Schmiede-Werkstätten und nutzte sie bis Ende Juni als Pferdestall und Wagenremise. In den anderen Handwerksbetrieben des Gewerbehofes nahm eine Militäreinheit noch bis Ende Dezember 1945 ihren Sitz, weil die Anlagen der Firma Karl Ruhnke als Reparationszahlung ausgeräumt und abtransportiert worden waren.
Die Leitung der Schlosserei übernahm nach dem Tod des Firmengründers im Jahr 1944 seine Ehefrau Flora Kühn, geb. Schulze; Fanny Kühn blieb zunächst noch persönlich haftende Gesellschafterin.
Gesellen der Firma Artur Kühn und einige ungelernte Kräfte begannen im Herbst 1945 wieder mit der Verarbeitung von Metall. Jetzt handelte es sich fast ausschließlich um Reparaturen oder die Anfertigung dringend gebrauchter Gegenstände für die Instandsetzung der Wohnhäuser und Wohnungen sowie für den täglichen Gebrauch, wozu Altmaterial gesammelt und wieder verwendet wurde. Mit dem um 1948/1949 beginnenden Wiederaufbau im Krieg zerstörter Kulturstätten war dann auch wieder Metallkunst am Bau gefragt und es gab entsprechende Aufträge.
Die offizielle Ummeldung der Firmeninhaber im Amtsgericht (zuständig für Ost-Berlin war nun das Amtsgericht Mitte) erfolgte wegen der Kriegsereignisse und deren Nachwirkungen in den Berliner Ämtern erst am 27. Oktober 1949. Flora Kühn übertrug die Leitung intern an ihre Tochter Luise und deren Ehemann Kurt Hinsche, kümmerte sich aber weiterhin um Aufträge und das Kaufmännische. Das Ehepaar Hinsche verließ Berlin jedoch im Jahr 1950, so dass Sohn Fritz Kühn die Weißenseer Geschäfte pro forma weiterführte, seine Werkstatt in Berlin-Bohnsdorf war jedoch sein eigentlicher Arbeitsplatz.
Zum Jahresende 1951 schied Fanny Kühn aus der OHG aus, so dass diese als aufgelöst galt und Flora Kühn am 22. Januar 1952 Alleininhaberin wurde, sie war die anerkannte und gestrenge Chefin in der Lehderstraße. Die Mitarbeiterzahl in der Kunstschlosserei und Kunstschmiede lag unter der für eine Enteignung in der DDR festgelegten Grenze von 25 Personen, weshalb der Handwerksbetrieb weitergeführt werden durfte und er sich wegen des Wiederaufbaus der kriegszerstörten Stadt gut entwickeln konnte. Flora Kühn und ihr Sohn Achim Kühn, der nun auch Kunstschmied geworden war, mussten im Jahr 1957 eine staatliche Beteiligung akzeptieren. Achim Kühn wurde zu diesem Zeitpunkt kommissarischer Leiter, führte jedoch das von seinem Vater Fritz übernommene Atelier in Bohnsdorf. Diese Werkstatt blieb sein Privatbesitz.
Nachdem Fritz Kühn im Jahr 1967 verstorben war, ging die Prokura für die Weißenseer Schlosserei auf seinen Sohn Achim Kühn und dessen Ehefrau Helgard Kühn, Goldschmiedemeisterin, über.
→ Ausgeführte Arbeiten aus dem Zeitraum 1925 bis 1971 siehe Werksübersicht 1925–1971 (Auswahl)

## Verstaatlichung und Weiterführung als VEB Kunstschmiede Berlin

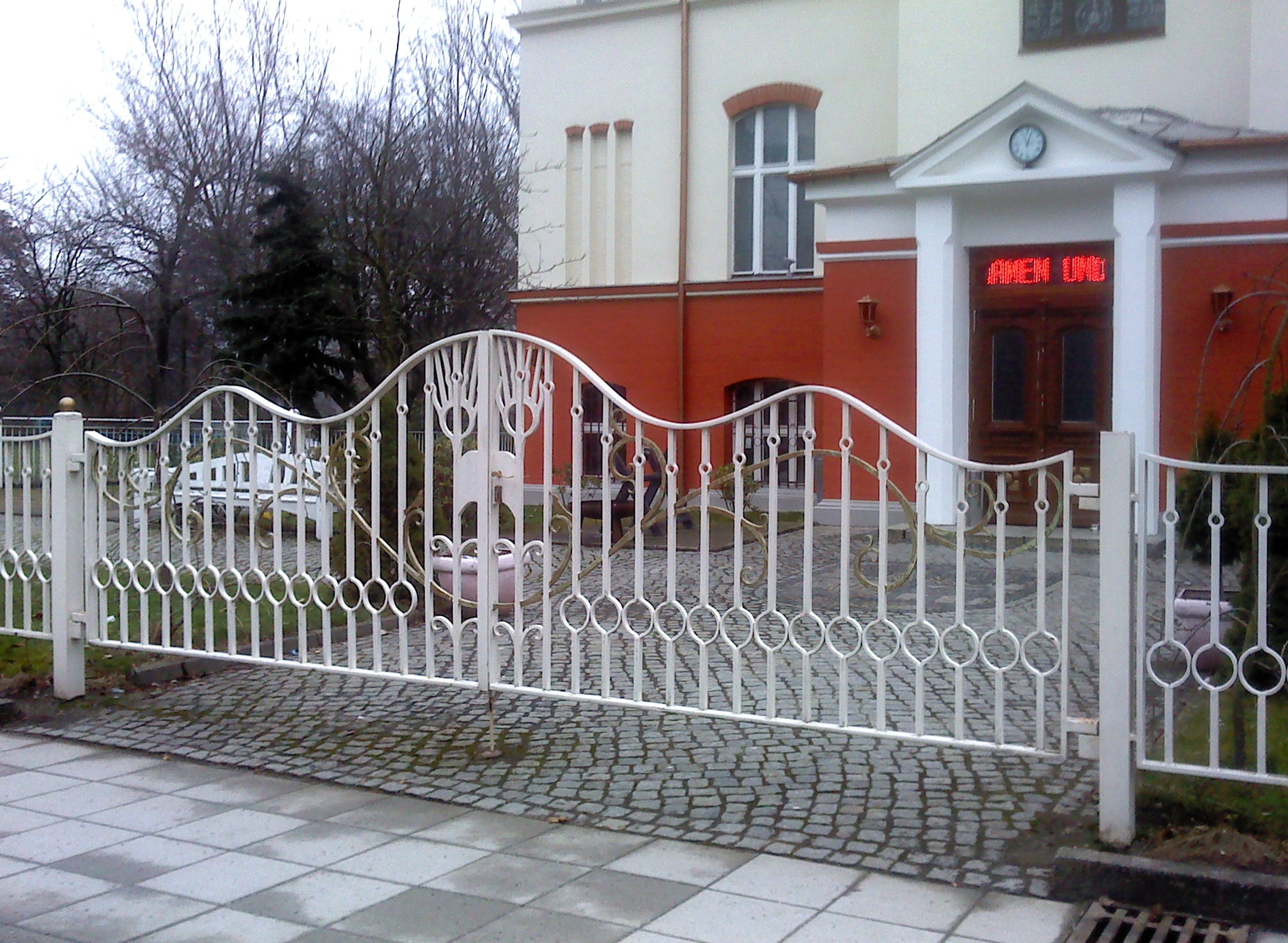
Geländer im Fennpfuhlpark vor der Villa Looß am Fennpfuhl

Am 23. Mai 1972 wurde der Betrieb zwangsverstaatlicht und hieß fortan VEB Kunstschmiede Berlin. In den so gebildeten Betrieb gingen nach und nach weitere Werkstätten ein, im Mai 1972 die Kunstgießerei H. und Ph. Behr, die seit 1877 in Weißensee Metalle goss und aus einer Drechslerei für Hutformen (1839) hervorgegangen war. Seit 1886 produzierte die Kunstgießerei in einem neuen Fabrikgebäude in der Friesickestraße 17 und firmierte ab 1909 als H&Ph Behr. Behr hatte sich auf Eisengussarbeiten spezialisiert, darunter Straßen-Handpumpen, kunstvolle Poller und Radabweiser für Hausdurchfahrten sowie Schmuck-Parkbänke in großer Zahl. Zu Behr kam im Jahr 1965 die frühere Eisengießerei Karl Eitner hinzu in Berlin-Grünau, Regattastraße 10.
Am 1. Januar 1980 wurden die Kunstschmiede, die Kunstgießerei und weitere 4 Werkstätten zum VEB Kunstschmiede Weißensee zusammengeschlossen.
Der Betrieb mit seinen sechs Betriebsteilen wurde fortan von einem Direktor geleitet. Verwaltungsmäßig gehörte der volkseigene Betrieb zwischen dem 1. Oktober 1981 und dem Jahr 1990 zum VEB Kombinat Camping- und Kunstgewerbeerzeugnisse Berlin, konnte aber weitestgehend selbstständig über seine Arbeiten entscheiden.
Als Direktoren der Kunstschmiede waren unter anderem Horst Fuchs (1978) und ab 1983 der Ingenieur und Diplom-Ökonom Karl Schwenn eingesetzt. Darüber hinaus gab es einen Produktionsleiter.
Die Handwerkerleistungen des VEB Kunstschmiede waren für den Auf- und Ausbau der vielen Neubaugebiete in Ost-Berlin unentbehrlich und der Betrieb erhielt so laufend Aufträge. Aus dieser Zeit stammen etliche Objekte wie Geländer, Zierteile für Springbrunnen und Skulpturen. Die Vorbereitungen der 750-Jahr-Feier von Berlin ergaben auch für den Betrieb aus Weißensee volle Auftragsbücher, der Arbeitsschwerpunkt lag auf der Ausgestaltung des Nikolaiviertels und Teilen erhaltener Gründerzeitbauten im Stadtbezirk Berlin-Prenzlauer Berg um den Kollwitzplatz. Gefertigt wurden 50 historische Straßenschilder, neue Zunftzeichen, Ziergeländer, Balkonbrüstungen, Leuchten und vieles andere. Für die Firma selbst erfolgten im Laufe der Jahre etliche Verbesserungen der Arbeitsbedingungen beispielsweise durch Erneuerung großer Technikanlagen, durch Anschaffung eines Lkw vom Typ W 50 (1987), durch Erweiterung der Kantine und der Sanitärräume. Von staatlicher Seite wurden die Leistungen von Mitarbeitern des VEB Kunstschmiede Weißensee durch verschiedene Auszeichnungen gewürdigt wie Banner der Arbeit Stufe III (1986) und die Verdienstmedaille der DDR (1988). Das Amt für Erfindungs- und Patentwesen der DDR vergab am 25. Januar 1989 die offizielle Herkunftsbezeichnung „Berliner Eisengusss“, was besonders für Exporte eine Rolle spielte.

## Reprivatisierung
Die mit der deutschen Wiedervereinigung erfolgten wirtschaftlichen Umbrüche führten zur Auflösung aller Volkseigenen Betriebe. Die florierende Kunstschmiede konnte von dem Erben des Firmengründers, Achim Kühn, reprivatisiert werden. Er ließ sie als Arthur Kühn Kunstschmiede Metallbau GmbH in das Berliner Handelsregister (Nummer HRB 36347) eintragen. Als Geschäftsführer setzte er Jochen Messerschmidt ein. Nicht alle ehemaligen Mitarbeiter machten diesen Wechsel mit, sondern schlossen sich unter Leitung von Dieter Schröder zur Firma DS Kunstschmiede zusammen, die ihren Sitz in der Regattastraße in Berlin-Grünau nahm.

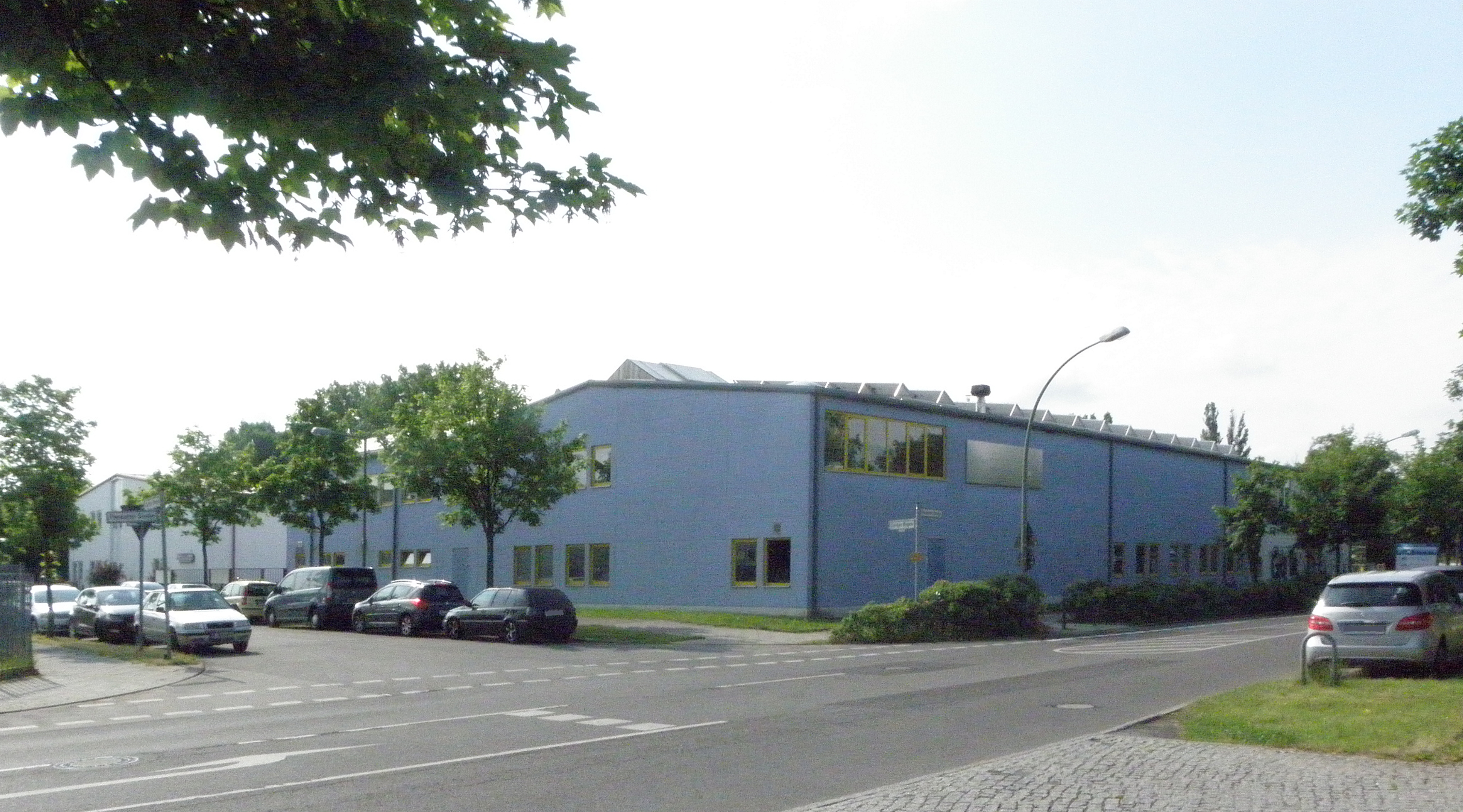
Verwaltungs- und Werksgebäude von fittkau metallbau + kunstschmiede, Darßer Bogen Ecke Piesporter Straße

Stefan Fittkau hatte in dem Unternehmen seine Ausbildung zum Kunstschmied absolviert und blieb ihm treu. Gleich nach der Wende war der Fortbestand der Traditionsfirma gefährdet: viele noch vom Ost-Berliner Magistrat in Auftrag gegebene Werke wie zwei Portale für die Nikolaikirche waren fertig und warteten auf ihre Bezahlung und Auslieferung.
Um auch in ganz Berlin besser Fuß fassen zu können, suchten Kühn, Messerschmidt und Fittkau die Zusammenarbeit mit alteingesessenen Firmen aus dem Westteil Berlins. In dem Unternehmen Eduard Puls Nachf. aus Berlin-Tempelhof fanden sie uneigennützige Unterstützung. Nachdem im Jahr 1996 ein bedeutender Auftrag für die Einzäunung des Spreeforums in Zusammenarbeit mit dem Architekten Kleihues erfolgreich ausgeführt worden war, war der Einstieg in die Marktwirtschaft vollends gelungen. Es konnten auch weiterhin Lehrlinge ausgebildet werden. Außerdem wirkte die GmbH bei den temporären gärten mit, einem Unternehmen aus Berlin-Kreuzberg, das mit der Aufstellung kleiner Kunstwerke an weniger bekannten Orten zu einer besseren Wahrnehmung der Stadt beiträgt und die Kommunikation damit fördern möchte.
Im Jahr 2002 kaufte Stefan Fittkau die Firma und wurde als Fittkau Metallbau und Kunstschmiede GmbH der rechtmäßige Nachfolger aller Vorgängerfirmen.

## Entwicklung der Beschäftigten- und Kundenzahlen
- Um 1930: 52, davon ein Werkmeister, ein Techniker, Gesellen, Lehrlinge und zwei kaufmännische Angestellte (A. Kühn)
- 1960er: Meister und bis zu 50 Gesellen (A. Kühn und das Atelier für Stahl- und Metallgestaltung von Fritz Kühn zusammen)
- 1972: 20 „gewerbliche Arbeitnehmer“, Ausbildung von jährlich zwei bis vier Lehrlingen
- 1975: 180 Kunden
- 1980: Zwischen 1972 und 1980 waren insgesamt 40 Personen zu Gesellen ausgebildet worden.
- 1987: 140 Mitarbeiter
- 1988: 120 Mitarbeiter
- 1989: 322 Kunden
- 1990: 13 „gewerbliche Arbeitnehmer“ und 25 Gesellen
- 1991: 20 Beschäftigte
- 1992: unter anderem „vier erfahrene unersetzbare Spezialisten“
- 1997 (Ende): 35 Arbeitnehmer
- 1998: 45 Mitarbeiter einschließlich der Lehrlinge; die alle zusammen in den Betriebsneubau am Darßer Bogen einzogen.

Quelle: Materialien im Museum Pankow

## Werke

### Werksübersicht 1925–1971 (Auswahl)
| Jahr      | Werk, Name | wo                                                                                          | Ort                        | Bild | Künstler/Architekt                           | Bemerkung Quellen |
| --------- | --- | ------------------------------------------------------------------------------------------- | -------------------------- | --- | -------------------------------------------- | --- |
| um 1926   | Ausstattungsstücke für den Betriebshof Zehlendorf                                                                            | Berliner Müllabfuhr-Aktiengesellschaft (BEMAG) (seit 1951 Berliner Stadtreinigungsbetriebe) | Berlin-Zehlendorf          | |                                              | [ 8 ] |
| 1927      | Metallarbeiten | Haus Liebermann am Pariser Platz                                                            | Berlin-Mitte               | |                                              | Das historische Gebäude wurde nach 1990 wieder aufgebaut, von der Ausstattung ist nichts erhalten. |
| 1927–1929 | Treppengeländer | Warenhaus Karstadt                                                                          | Berlin-Kreuzberg           | | Philipp Schaefer                             | Im Zweiten Weltkrieg zerstört, der Neuaufbau des Hauses erfolgte vereinfacht. |
| 1929/1930 | Treppengeländer, weitere Ausstattungsstücke im Rahmen von Um- und Ausbauarbeiten                                             | KaDeWe                                                                                      | Berlin-Schöneberg          | | Architekten Johann Emil Schaudt, H. Ströming | Abbildung des kunstvoll ausgeführten Treppengeländers aus Messing; im Foto oben und auf der rechten Seite in Teilen zu sehen. |
| 1934/1935 | Kassenhäuschen | Olympiastadion                                                                              | Berlin-Westend             | Reste des ursprünglichen Eingangsbereichs                                                                           | Werner March                                 | Bei der Vorbereitung der Olympischen Spiele 1936; Modell der Häuschen abgebildet |
| um 1936   | feuerbeständige Tür | verschiedene Großbauten in Berlin                                                           | Berlin                     | |                                              | Diese Tür erhielt 1936 ein „Musterschutz-Zertifikat“ und entwickelte sich zu einem der am besten verkauften Produkte der Firma. |
| 1950      | Instandsetzungen | Schloss Niederschönhausen                                                                   | Berlin-Niederschönhausen   | Treppenanlage im Schloss                                                                                            |                                              | Restaurierungsarbeiten |
| 1951–1956 | Instandsetzungen | Zeughaus                                                                                    | Berlin-Mitte               | | Andreas Schlüter                             | Restaurierungsarbeiten |
| 1954/1955 | verschiedene Metallarbeiten: Treppengeländer (oberes Bild) Blick durch ein Brüstungselement in den Apollosaal (unteres Bild) | Staatsoper Berlin                                                                           | Berlin-Mitte               | Geländer im Aufgang zum zweiten Rang Staatsoper anno 1960 · Blick in den Apollosal, im Vordergrund ein Geländerteil | Richard Paulick                              | Beide Bilder zeigen Metallarbeiten in der Staatsoper. Eine erste Renovierung der Metallausstattungsstücke fand 1954/1955 statt; eine zweite 1985/1986. |
| vor 1964  | Zaunverzierungen am Hauptgebäude                                                                                             | Humboldt-Universität                                                                        | Berlin-Mitte               | |                                              | Rekonstruktion der Schmuckzäune um 1983 |
| 1965      | Türanlage und Außen-Treppengeländer aus Stahl                                                                                | Haus der Lehrer                                                                             | Magdeburg                  | |                                              | Nach Umnutzungen und einigen Jahren Leerstand wird der Turm in Magdeburg seit 2011 aufgestockt und zum Wohn- und Bürohaus Katharinenturm umgestaltet. Die Treppenanlage erhält im Erdgeschossbereich eine teilweise Glasverkleidung. |
| 1965      | Wendeltreppe mit Ziergeländer                                                                                                | Haus des Kindes am Strausberger Platz                                                       | Berlin-Mitte               | | Hermann Henselmann                           | Etwa 5 cm hohe Tier-Märchenfiguren für den Treppenhandlauf (Aluminium-Guss im Wachsausschmelzverfahren; u. a. ein Seepferdchen) Bereits in den 1970er Jahren ließ die HO als Betreiber des Kaufhauses alle Figuren entfernen mit der Begründung „dass die jugendlichen Besucher an Tiermotiven kein Interesse“ finden. Nach der Wende wurde das Kinderkaufhaus aufgelöst, wird aber von der Firma BoConcept als Einrichtungsunternehmen auf zwei Etagen weitergeführt. |
| um 1965   | versch. Metallarbeiten: Neuanfertigungen und tw. Rekonstruktionen                                                            | Deutsches Theater Berlin                                                                    | Berlin-Mitte               | Geländer im Vestibül des Dt. Theaters, 1946                                                                         |                                              | Das Bild zeigt ein Geländerteil im Jahr 1946 im Deutschen Theater, ähnlich den rekonstruierten Elementen. |
| 1966–1968 | 5 Stück vierflügelige Türen                                                                                                  | Stadthalle (früher Kongresszentrum)                                                         | Karl-Marx-Stadt (Chemnitz) | |                                              | Stäbe geschmiedet auf Edelstahl |

### Werksübersicht 1972–1990 (Auswahl)
| Jahr      | Werk, Name | wo | Ort                                  | Bild                                                                          | Künstler/Architekt | Bemerkung Quellen |
| --------- | --- | --- | ------------------------------------ | ----------------------------------------------------------------------------- | --- | --- |
| um 1973   | Restaurierung Zaun und Tor Erneuerung der Quergurte und senkrechten Rohre                                                                             | Sowjetisches Ehrenmal im Treptower Park                                                                              | Berlin-Alt-Treptow                   |                                                                               | Kollektiv, dem der Architekt Jakow B. Belopolski, der Bildhauer Jewgeni Wutschetitsch, der Maler Alexander A. Gorpenko und die Ingenieurin Sarra S. Walerius vorstanden | Die Zaunspitzen, der breite obere Quergurt und die mittigen Ziergurte sind aus Bronze gearbeitet und im Original erhalten. |
| 1975/1976 | Bronzierte Eingangstüren | Palast der Republik                                                                                                  | Berlin-Mitte                         |                                                                               | Kollektiv um Heinz Graffunder | [ 23 ] |
| 1977      | Geschmiedeter Schriftzug an der Neuen Gertraudenbrücke, Restaurierung der Ornamentik in den Brüstungsfeldern des Geländers der Alten Gertraudenbrücke | Gertraudenbrücke | Berlin-Mitte                         |                                                                               | | oberes Bild: Schriftzug Gertraudenbrücke unteres Bild: Geländer-Ornamentik |
| 1978      | Neuanfertigung | Brecht-Haus in der Chausseestraße                                                                                    | Berlin-Mitte                         | Schmuckgitter vor dem Treppenaufgang im Durchgang                             | | Wendeltreppen und Türen, Neuanfertigung |
| 1978–1981 | Restaurierung und Neuanfertigung | Berliner Dom | Berlin-Mitte                         | eine Engelsfigur aus dem gesamten die Kuppel umgebenden Kranz                 | Julius Raschdorff | Von den insgesamt 20 Engelsfiguren rund um die Kuppel mussten vier neu angefertigt werden, die übrigen wurden restauriert, teilweise sogar von Kriegsschäden befreit. |
| 1979      | Guss und Schmiedearbeiten | Plastik für einen Springbrunnen                                                                                      | Potsdam, Innenstadt                  |                                                                               | | Anlässlich der 30-Jahr-Feier der DDR eingeweiht; 2,40 m hoch, an der Spitze in Glockenspiel aus Meißner Porzellan |
| 1981      | Einfriedung | Grabanlage von Karl Friedrich Schinkel auf dem Friedhof der Dorotheenstädtischen und Friedrichswerderschen Gemeinden | Berlin-Mitte                         | Grabanlage Schinkel                                                           | | Total-Erneuerung des gusseisernen Grab-Geländers |
| 1981      | Neuanfertigung | Vogelbrunnen | Berlin-Fennpfuhl                     | Möwenbrunnen                                                                  | Baldur Schönfelder | Herstellung der Schmuckelemente des Brunnens aus Kupfer und Edelstahl |
| um 1981   | Brückengeländer | Pankebrücke über die Ossietzkystraße                                                                                 | Berlin-Pankow                        | Straßenbrücke Ossietzkystraße                                                 | | |
| 1982      | Doppelkugelleuchten, Schmuckgeländer sowie Zaun und Tor der historischen Villa im Park                                                                | Fennpfuhl Fennpfuhlbrücke                                                                                            | Berlin-Fennpfuhl                     |                                                                               | Adam Kurtz | oberes Bild: Jahr 1986, unteres Bild: Detail 2009 |
| um 1982   | Armillarsphäre | Vorhalle eines Regierungsgebäudes                                                                                    | Kuwait                               |                                                                               | | Messing Das Foto zeigt die fertige Arbeit in der Berliner Werkstatt vor ihrer Auslieferung. |
| um 1983   | Toranlage | Zentralfriedhof | Dessau                               |                                                                               | | Stahl-Aluminium-Konstruktion |
| 1983/1984 | Kunstgussornamente | Flachreliefmedaillons an den Portalen der Friedrichswerderschen Kirche                                               | Berlin-Mitte                         |                                                                               | Reliefs stammen von Christian Friedrich Tieck und stellen Genien dar | teilweise Erneuerung |
| 1980–1989 | Nachbau | Parkbänke, U-Bahneingangsgeländer                                                                                    | Berlin                               | Geländer am U-Bahnhof Hausvogteiplatz                                         | Alfred Grenander | mehrere Bänke; Geländerrekonstruktion von U-Bahn-Eingängen (Beispiel Hausvogteiplatz) |
| 1984      | Neuanfertigung | weitere Kandelaber vom Typ Marx-Engels-Brücke (modifizierte Gasleuchten)                                             | Berlin-Mitte                         |                                                                               | Künstler Hinrik Beyte | Herstellung |
| 1985 1987 | Geländer an der Spree | in Höhe des Marx-Engels-Forums Ufergeländer Poststraße im Nikolaiviertel                                             | Berlin-Mitte                         | Im Vordergrund ist ein Teil einer „Kanonensäule“ zu erkennen                  | | Anfertigung neuer Ufergeländer nach historischen Vorlagen („Kanonensäulen“) |
| 1986      | Neuanfertigung | Straßenschilder | Berlin-Mitte, Berlin-Prenzlauer Berg |                                                                               | | Die insgesamt 50 neu hergestellten Schilder für einige Straßen im Stadtzentrum und rund um den Kollwitzplatz entstanden nach Fotovorlagen aus der Königlich-Preußischen Messanstalt. Sie erhielten ornamentierte Rahmen, Namensschilder aus weißer Emaille (hergestellt im Schilderwerk Beutha) mit aufgelegten schwarzen Buchstaben und oben auf dem Halter einen Wappenbären. |
| 1986 1988 | Geländer an der Spree | Schiffbauerdamm Kupfergraben (Spree)                                                                                 | Berlin-Mitte                         | Ufergeländer Schiffbauerdamm in Höhe der Mündung eines Pankearms in die Spree | | Ufergeländer („Rechtecksäulen“) |
| 1986/87   | Treppengeländer und Schriftzug | Zeiss-Großplanetarium                                                                                                | Berlin-Prenzlauer Berg               | Wendelgang                                                                    | | |
| 1986 1993 | Umfangreiche Restaurierungen | Weidendammer Brücke                                                                                                  | Berlin-Mitte                         |                                                                               | Otto Stahn und F. Fabian von den Firmen M. Fabian (Adler), Schmiedearbeiten Ed. Puls, H. Langer & Methling sowie Ferd. Paul Krüger (1895/96)                            | Rekonstruktion des gesamten Metallschmucks inklusive Reichsadler und Kandelaber; teilweise Neuanfertigung nach Originalvorlagen; oberes Bild: Adler, Zustand 1984 unteres Bild: Adler nach Rekonstruktion, Zustand 2010 Zum Abschluss der Restaurierung 1986 wurden im Inneren einer vergoldeten Sonne eines Kandelabers – ähnlich wie bei einer Grundsteinlegung oder Ablage in einer Kirchturmkugel – eine aktuelle Tageszeitung, ein 5-Mark-Stück der DDR und die Namensliste der Restauratoren – 9 Kunsthandwerker der Brigade Grützmacher – eingesetzt. |
| 1987      | Nachbau und Restaurierung von Lauchhammerpumpen | Restaurierung von Pb16 Helmholtzplatz; Pb27 Husemannstraße 11; Pb28 Schönhauser Allee 134a                           | Stadtbezirk Prenzlauer Berg          | ersatz Platte am Brunnen Pb16                                                 | Original: Otto Stahn 1894 Nachbau 1987: Modellbau Beyte / VEB Kunstschmiede                                                                                             | In Vorbereitung der 750-Jahr-Feier Berlins wurden Lauchhammerpumpen II instand gesetzt und (in notwendigen Teilen) nachgebaut. Die Jahreszahlen „1894“ und „1987“ sind als erhabener Schriftzug mitgegossen worden. |
| 1988      | Metallwaffen-Rekonstruktion und Neuanfertigungen wie den „Passauer Wolf“                                                                              | Sammlungen vom Museum für Deutsche Geschichte                                                                        | Berlin-Mitte                         | Griff eines orientalisches Schwertes                                          | | Anfertigung von Duplikaten und Restaurierung von Original-Exponaten |
| 1988      | Stadtmöbel | Stadtzentrum, Gärten der Welt, Bestückung von Bushaltestellenhäuschen und für weitere Großstädte in der DDR          | Berlin                               |                                                                               | | Insgesamt wurden 1800 Sitzbänke angefertigt und ausgeliefert – aus Gusseisen und Holz. |
| 1988/1989 | Geländer | Bauernkriegspanorama                                                                                                 | Bad Frankenhausen                    |                                                                               | | 120 laufende Meter Brüstungsgeländer |
| 1988/1989 | Einfriedung | Grabanlage von Peter Beuth auf dem Friedhof der Dorotheenstädtischen und Friedrichswerderschen Gemeinden             | Berlin-Mitte                         | Grabeinfriedung Beuth                                                         | | Erneuerung |
| 1989      | Rekonstruktion sämtlicher Fenstergitter im Hochparterre und der Schmiedegitter an den Lichtgräben                                                     | Rotes Rathaus | Berlin-Mitte                         |                                                                               | | Bild zeigt ein rekonstruiertes Ziergitter an der Fassade Rathausstraße |

### Ausgeführte Arbeiten aus dem Zeitraum 1990 bis 2001 (Auswahl)
| Jahr      | Werk, Name                                                                                              | wo                                                                              | Ort                                   | Bild                                                     | Künstler/Architekt                                              | Bemerkung Quellen |
| --------- | --- | ------------------------------------------------------------------------------- | ------------------------------------- | -------------------------------------------------------- | --------------------------------------------------------------- | --- |
| 1990      | Ausstattung Verwaltungsgebäude                                                                          | Bayerische Vereinsbank in Berlin                                                | Berlin-Mitte                          |                                                          |                                                                 | Treppengeländer |
| 1990      | Werbesäule                                                                                              | Schering AG                                                                     | Berlin-Schönefeld                     |                                                          |                                                                 | [ 10 ] |
| nach 1990 | Brückengeländer                                                                                         | Neu-Venedig                                                                     | Berlin-Rahnsdorf                      | links Geländer zur Finkenwegbrücke                       |                                                                 | vier Brückengeländerpaare über Kanäle, mit einem jeweils passenden Vogelmotiv im Zentrum des Geländerbogens (Bachstelze, Fink, Kuckuck, Rotkehlchen)                 |
| nach 1990 | Sonnenlaube                                                                                             | Schloss Sanssouci                                                               | Potsdam                               |                                                          |                                                                 | Rekonstruktion |
| 1991      | Schmuckzaun und Tore                                                                                    | Jüdischer Friedhof Berlin-Weißensee                                             | Berlin-Weißensee                      |                                                          |                                                                 | Schlosserarbeiten bei der Rekonstruktion |
| um 1992   | Leuchten                                                                                                | AEG                                                                             | Berlin-Wedding                        | Behrens-Leuchten, AEG-Hof                                | Peter Behrens                                                   | Behrens-Leuchten auf dem AEG-Gelände an der Brunnenstraße nachgearbeitet; insgesamt gibt es mehr als 8 Leuchten dieser Bauart an den Ecken der historischen Gebäude. |
| um 1993   | Kreuz über dem Portal der Predigtkirche (siehe Bild) und Giebelfigur über dem Domeingang nachgearbeitet | Berliner Dom                                                                    | Berlin-Mitte                          |                                                          |                                                                 | Kupfer-Treibarbeiten |
| 1993      | Leuchten und Brückengeländer                                                                            | Greifenhagener Brücke                                                           | Berlin-Prenzlauer Berg                | Zustand 2007                                             | Arno Körnig                                                     | Rekonstruktion |
| 1993      | Neuanfertigung                                                                                          | Werbe-Eingangstor sowie Edelstahl-Brunnenfiguren, Techniksäulen und Höhenmesser | Chemnitz, Ringstraße, Einkaufszentrum |                                                          | Reimer/Wroblewski                                               | Das Tor besteht aus gruppierten Edelstahlrohren, über die sich ein in Regenbogenfarben angestrichenes Bogensegment wölbt.                                            |
| 1994      | Edelstahl-Geländer                                                                                      | Warenhaus «Krestowskij» (Универмаг Крестовский)                                 | Moskau, Prospekt Mira                 |                                                          | Büro Anaconda                                                   | [ 32 ] |
| 1994      | Temperamentenbrunnen (Metallmix), Uhrenbrunnen und Zeitsäule                                            | Ruhrpark Bochum                                                                 | Bochum                                | Brunnen am Einkaufszentrum Ruhrpark Bochum; Zustand 2012 | Reimer/Wroblewski                                               | [ 32 ] |
| 1995      | Musikbrunnen, Stuhlbrunnen                                                                              | Elbe-Park                                                                       | Dresden                               |                                                          | Reimer/Wroblewski                                               | [ 33 ] |
| 1996      | Tor und Geländer                                                                                        | Spreeforum Berlin                                                               | Berlin-Wedding, Alt-Moabit            |                                                          | Josef Paul Kleihues                                             | [ 34 ] [ 35 ] |
| 1997      | Zaun, Fenstergitter und Toranlage                                                                       | Detlev-Rohwedder-Haus                                                           | Berlin-Mitte                          | Fenstergitter                                            |                                                                 | [ 36 ] |
| 1997 2005 | Edelstahl-Handlauf; -Garderoben Treppengeländer, Tor, Sonnenschutzanlage                                | Bode-Museum                                                                     | Berlin-Mitte                          |                                                          |                                                                 | Rekonstruktion, Schmiedearbeiten |
| 1998      | Toranlage, Sprechsäulen, Raumteiler, Glasgeländer                                                       | ARD-Hauptstadtstudio                                                            | Berlin-Mitte                          | Toranlage                                                |                                                                 | Neuanfertigung |
| 1998      | Restaurierung mehrerer Geländer                                                                         | Auswärtiges Amt                                                                 | Berlin-Mitte                          |                                                          |                                                                 | Bild zeigt ein restauriertes Edelstahlgeländer in der ersten Etage (mittig) des AA.                                                                                  |
| 1998      | Neu geschmiedetes Geländer                                                                              | Marschallbrücke                                                                 | Berlin-Mitte                          | Marschallbrücke mit dem neuen Geländer                   |                                                                 | unter Hinzuziehung historischer Unterlagen |
| 1999      | Lichtkuppel                                                                                             | Bankhaus Delbrück                                                               | Berlin-Mitte, Französische Straße 32  |                                                          | Büro Hans Kollhoff                                              | Ansicht der Lichtkuppel |
| 2000      | Zaun und Tor für das Gelände                                                                            | Bundesrat                                                                       | Berlin-Mitte, Leipziger Straße        |                                                          |                                                                 | 4 Meter hoch, 40 Meter lang; abgeschrägte Spitzen vergoldet |
| 2000      | Eingangstableau, Handläufe, Glasgeländer                                                                | Britische Botschaft in Berlin                                                   | Berlin-Mitte, Wilhelmstraße           | Eingangstableau Westseite                                | Michael Wilford Architects                                      | [ 40 ] |
| 2000      | Ganzglasgeländer straßenseitig an der Rampe                                                             | Mexikanische Botschaft in Berlin                                                | Berlin-Tiergarten                     |                                                          | Teodoro González de León und Francisco J. Serrano, Mexiko-Stadt | [ 40 ] |
| 2000      | Fensteranlage in der Dolmetscherkabine                                                                  | Bundeskanzleramt                                                                | Berlin-Tiergarten                     |                                                          | Axel Schultes                                                   | [ 40 ] |
| 2000      | Zaun, Toranlage, Terrassen- und Wintergartengeländer                                                    | Kuwaitische Botschaft                                                           | Berlin-Grunewald, Griegstraße         | Kuwaitische Botschaft in der Griegstraße, Grunewald      | Sibylle Zittlau-Kroos und Peter Kroos                           | [ 40 ] |
| 2000      | Zaun, Toranlage und Terrassengeländer                                                                   | Apostolische Nuntiatur                                                          | Berlin-Neukölln                       |                                                          | Dieter G. Baumewerd                                             | [ 40 ] |
| 2001      | Karusselldrehtür mit Edelstahlfassade                                                                   | Sony Center                                                                     | Berlin-Mitte                          |                                                          | CPM / Murphy / Jahn                                             | [ 42 ] |
| 2001      | Edelstahlgewebeelement als Raumteiler                                                                   | Sheraton-Hotel                                                                  | Frankfurt am Main                     |                                                          | United Designer, London                                         | [ 42 ] |

Fortsetzung der Arbeiten: 

## Aus dem Unternehmen hervorgegangene Künstler oder eigenständige Unternehmer
- Harri Parschau, 1947–1950 Mitarbeiter in der Kunstschmiede Weißensee [wahrscheinlich A. Kühn]
- Gösta Gablick, ab 1980 Mitarbeiter im VEB Kunstschmiede Weißensee mit Abschluss als Kunstschmied; bis 1990 Leiter der Lehrwerkstatt daselbst. Seit 1990 selbstständiger Kunstschmied in Berlin-Rosenthal[43]
- Lutz Kommallein, 1970–1972 Ausbildung zum Schmied, nach der Wende spezialisiert auf Design-Möbel aus Schiefer[44]
- Carsten Wannemüller, 1988 Mitarbeiter im VEB Kunstschmiede Weißensee; gründete 1993 die eigene Firma Steelwork, die sich auf Metallfassaden spezialisierte (u. a. Front des Sony Centers, Teile für die Halle vom Cargo-Lifter, Fassade für die Kanadische Botschaft in Berlin)[45]
- Axel Anklam (Kunstschmiedemeister) & Jan Bünnig; eröffneten 1997 in der Zitadelle Spandau (Bastion Brandenburg) eine Festungsschmiede[46]
- Peter Trappen, Kupferschmied und Metallrestaurator[47][48]